# Acsur-Las Segovias
L'Associació per a la Cooperació en el Sud (ACSUR)-Las Segovias és una ONG d'Ajuda al Desenvolupament fundada el 1986 al nord de Nicaragua per Miguel Núñez González. És una organització ciutadana, pluralista i laica, compromesa amb una acció de transformació política i social per construir un model de desenvolupament equitatiu, sostenible i democràtic a escala global, per a dones i homes. Com a organització, es planteja contribuir al desenvolupament de la consciència crítica de la ciutadania, acompanyant processos de participació democràtica i organització social, des de la solidaritat i a través de la cooperació internacional. L'any 2006 rebé el Premi Pere Casaldàliga a la Solidaritat de mans de l'escriptor José Saramago.
ACSUR-Las Segovias executa projectes a Bolívia, Cuba, Equador, El Salvador, Guatemala, Hondures, Marroc, Nicaragua, els Territoris Palestins, Panamà, Perú i República Àrab Sahrauí Democràtica.